# James Bond 007: Blood Stone
James Bond 007: Blood Stone es un videojuego de acción-aventura, desarrollado por Bizarre Creations y publicado por Activision para Microsoft Windows, Nintendo DS, PlayStation 3 y Xbox 360. Es el juego número 24 en la serie de James Bond, aunque no es una secuela directa de cualquier juego; es el primer juego desde Everything or Nothing que tienen una historia original. El juego fue confirmado por Activision el 16 de julio de 2010. El juego fue lanzado el 2 de noviembre de 2010 en América del Norte y el 5 de noviembre de 2010 en Europa. GoldenEye 007 (2010) de Activision fue lanzado en el mismo día, respectivamente, en cada región. Blood Stone cuenta con las voces e imágenes de Daniel Craig, Judi Dench y Joss Stone. James Bond 007: Blood Stone fue el último juego desarrollado por Bizarre Creations antes de que cerrara sus puertas el 18 de febrero de 2011.

## Jugabilidad
El juego es un videojuego de disparos en tercera persona con elementos de combate cuerpo a cuerpo. Algunas de las características de diseño de Quantum of Solace se conservan. Hay algunas secuencias de conducción. Blood Stone cuenta con un sistema de objetivo de enfoque, que permite a los jugadores enfocarse en los blancos después de derribamientos cuerpo a cuerpo, similar a la característica "Mark and Execute" de Tom Clancy's Splinter Cell: Conviction. También hay un modo multijugador que consta de hasta 16 jugadores que enfrenta espías contra mercenarios. Junto a Team Deathmatch y otros modos de juego estándar no son masivas batallas basadas en objetivos, donde los jugadores tienen que trabajar como un equipo para atacar o defender diversos temas de espionaje objetivos. El jugador también maneja varios tipos de vehículos en todo el transcurso del juego.

## Desarrollo
El juego fue sugerido por primera vez el 21 de abril de 2010, cuando la tienda británica HMV listó a Blood Stone como "muy pronto". Luego, el 23 de abril, Activision reservó un nombre de dominio web llamado bloodstonegame.com. El juego fue oficialmente anunciado en un comunicado de prensa de Activision el 16 de julio. El famoso escritor Bruce Feirstein de la película de James Bond fue elegido para escribir la historia para el juego. El juego en sí está construido en el motor Bespoke de los desarrolladores de Bizarre Creations, que fue creado para el juego The Club. Ben Cooke, que es el doble de Daniel Craig en las películas, ha proporcionado a la coreografía de captura de movimiento para animación digital de Bond. Le acreditan como coordinador de dobles del juego.
La banda sonora del juego está compuesta por el compositor británico Richard Jacques. Joss Stone ofrece una pista de música original para el juego titulada "I'll Take It All" escrita e interpretada por ella y Dave Stewart. La canción aparece exclusivamente en el juego.

## Recepción
Blood Stone ha recibido de comentarios positivos mixtos de los críticos. Dos presentadores del show Good Game hablaron del juego y le dieron al juego un 7 y 5.5 de cada 10 diciendo "no es un juego AAA, y no es muy largo... Pero tiene algo de clase." Afirmaron que la historia se era confusa, aunque hubo algunos momentos cinemáticos interesantes y emocionantes. Dijeron que el sistema de cobertura era estándar, pero hábil, sin embargo, las peleas en el juego se sentía demasiado repetitivas. Sin embargo, los derribamientos silenciosos son muy satisfactorios.